# Albanie aux Jeux olympiques
L'Albanie participe aux Jeux olympiques depuis 1972.

## Bilan général
L'Albanie a remporté ses premières médailles olympiques lors des Jeux Olympiques d'été de 2024 en dix participations aux Jeux olympiques (huit fois aux jeux d'été et deux fois aux jeux d'hiver).
L'Albanie n'a jamais été pays organisateur des Jeux olympiques.

### Par année
| Année               | Athlètes          | Médaille d'or, Jeux olympiques | Médaille d'argent, Jeux olympiques | Médaille de bronze, Jeux olympiques | Total             | Rang              |
| Munich 1972         | 5                 | 0                              | 0                                  | 0                                   | 0                 | -                 |
| Montréal 1976       | N'a pas participé | N'a pas participé              | N'a pas participé                  | N'a pas participé                   | N'a pas participé | N'a pas participé |
| Moscou 1980         | N'a pas participé | N'a pas participé              | N'a pas participé                  | N'a pas participé                   | N'a pas participé | N'a pas participé |
| Los Angeles 1984    | N'a pas participé | N'a pas participé              | N'a pas participé                  | N'a pas participé                   | N'a pas participé | N'a pas participé |
| Séoul 1988          | N'a pas participé | N'a pas participé              | N'a pas participé                  | N'a pas participé                   | N'a pas participé | N'a pas participé |
| Barcelone 1992      | 7                 | 0                              | 0                                  | 0                                   | 0                 | -                 |
| Atlanta 1996        | 7                 | 0                              | 0                                  | 0                                   | 0                 | -                 |
| Sydney 2000         | 4                 | 0                              | 0                                  | 0                                   | 0                 | -                 |
| Athènes 2004        | 7                 | 0                              | 0                                  | 0                                   | 0                 | -                 |
| Pékin 2008          | 11                | 0                              | 0                                  | 0                                   | 0                 | -                 |
| Londres 2012        | 11                | 0                              | 0                                  | 0                                   | 0                 | -                 |
| Rio de Janeiro 2016 | 6                 | 0                              | 0                                  | 0                                   | 0                 | -                 |
| Tokyo 2020          | 11                | 0                              | 0                                  | 0                                   | 0                 | -                 |
| Paris 2024          | 8                 | 0                              | 0                                  | 2                                   | 2                 | 80e               |
| Total               | 64                | 0                              | 0                                  | 2                                   | 2                 | 148e              |

| Année            | Athlètes | Médaille d'or, Jeux olympiques | Médaille d'argent, Jeux olympiques | Médaille de bronze, Jeux olympiques | Total | Rang |
| Turin 2006       | 1        | 0                              | 0                                  | 0                                   | 0     | -    |
| Vancouver 2010   | 1        | 0                              | 0                                  | 0                                   | 0     | -    |
| Sotchi 2014      | 2        | 0                              | 0                                  | 0                                   | 0     | -    |
| Pyeongchang 2018 | 2        | 0                              | 0                                  | 0                                   | 0     | -    |
| Pékin 2022       | 1        | 0                              | 0                                  | 0                                   | 0     | -    |
| Total            | 7        | 0                              | 0                                  | 0                                   | 0     | -    |

### Par sport
| Place | Sport | Médaille d'or, Jeux olympiques | Médaille d'argent, Jeux olympiques | Médaille de bronze, Jeux olympiques | Total | Rang |
| 1     | Lutte | 0                              | 0                                  | 2                                   | 2     | 63e  |
| Total | Total | 0                              | 0                                  | 2                                   | 2     | 148e |

## Porte-drapeau albanais
Les Jeux olympiques de 1920 sont marqués par la première apparition du drapeau olympique et par le premier serment olympique.
Liste des porte-drapeau albanais conduisant la délégation albanaise lors des cérémonies d'ouverture des Jeux olympiques d'été et d'hiver:
| Jeux           | Porte-drapeau  | Sport             |
| -------------- | -------------- | ----------------- |
| Munich 1972    | Afërdita Tusha | Tir               |
| Barcelone 1992 | Kristo Robo    | Tir               |
| Atlanta 1996   | Mirela Manjani | Lancer du javelot |
| Sydney 2000    | Ilirian Suli   | Haltérophilie     |
| Athènes 2004   | Klodiana Shala | Athlétisme        |
| Pékin 2008     | Sahit Prizreni | Lutte libre       |
| Londres 2012   | Romela Begaj   | Haltérophilie     |

| Jeux           | Porte-drapeau | Sport     |
| -------------- | ------------- | --------- |
| Turin 2006     | Erjon Tola    | Ski alpin |
| Vancouver 2010 | Erjon Tola    | Ski alpin |
| Sotchi 2014    | Erjon Tola    | Ski alpin |